# Nichts bereuen
Nichts bereuen è un film del 2001 diretto da Benjamin Quabeck.